# Rhizaspidiotus amoiensis
Rhizaspidiotus amoiensis är en insektsart som beskrevs av Tang 1984. Rhizaspidiotus amoiensis ingår i släktet Rhizaspidiotus och familjen pansarsköldlöss. Inga underarter finns listade i Catalogue of Life.